# Jennifer Blood
 (novembre 2012).
Si vous disposez d'ouvrages ou d'articles de référence ou si vous connaissez des sites web de qualité traitant du thème abordé ici, merci de compléter l'article en donnant les références utiles à sa vérifiabilité et en les liant à la section « Notes et références ».
Jennifer Blood est une série de comics américains créé par Garth Ennis (scénario) et Adriano Batista (Dessins).
Elle est publiée aux États-Unis par Dynamite Entertainment depuis 2011, et en France chez Panini Comics.
Les autres dessinateurs courants de la série sont Marcos Marz et Kewber Baal. Avec des styles fortement différents, ils se partagent les jours lors du déroulement de l'histoire.

## Synopsis
Jennifer Blood, de son vrai nom Jennifer Fellows, est une femme ayant une double vie : Mère de famille sans histoire le jour, tueuse vengeresse la nuit.
Garth Ennis en profite pour mettre à mal les clichés de l'image bien pensante familiale.
Depuis le numéro 7, l'auteur Al Ewing a repris le scénario (en accord avec Ennis) en travaillant sur la moralité du personnage et les implications dans sa vie familiale de ses activités violentes.

## Équipes artistiques
- Jennifer Blood #1 à 6
  - Scénario : Garth Ennis
  - Dessins : Adriano Batista, Marcos Marz et Kewber Baal.
  - Couvertures : Tim Bradstreet, Jonathan Lau, Ale Garza, Johnny Desjardins.
- Jennifer Blood #7 à 20
  - Scénario : Al Ewing
  - Dessins : Kewber Baal
- Jennifer Blood Annual #1 (2012)
  - Scénario : Al Ewing
  - Dessins : Igor Vitorino
  - Couverture : Sean Chen

## Publication

### Aux États-Unis
- Jennifer Blood, de février 2011 à février 2014 : numéros 1 à 36.
  - Jennifer Blood #1-6 (Garth Ennis)
    - Jennifer Blood #1 War Journal
    - Jennifer Blood #2 My Heart Will Go On
    - Jennifer Blood #3 Born To Run
    - Jennifer Blood #4 Three Little Girls From School Are We
    - Jennifer Blood #5 Dogfight
    - Jennifer Blood #6 Just To Watch Him Die

  - Jennifer Blood #7-25 (Al Ewing)
  - Jennifer Blood #26-36 Michael Caroll
  - Jennifer Blood Annual #1 (Al Ewing)
- Mini-séries
  - The Ninjettes #1-6, avril 2012 (Al Ewing)[2]
  - Jennifer Blood First Blood #1-6, octobre 2012 (Mike Carroll)

### En France
Panini
1. Tome 1 Une femme ne s'arrête jamais (2011) : Jennifer Blood #1-6
2. Tome 2 Beautiful People (2012) : Jennifer Blood #7-12
3. Tome 3 Sans peur et sans reproche (2013) : Jennifer Blood #13-18

Hors Série  :
Les Ninjettes (2012) : The Ninjettes #1-6.